# Besta-deild karla 2024
La Besta-deild karla 2024, conocida como «Pepsi Deild Karla 2024» al ser patrocinada por Pepsi, fue la edición número 113 de la Besta-deild karla, la máxima división de fútbol en Islandia. La temporada comenzó el 6 de abril y finalizó el 27 de octubre del 2024.

## Sistema de competición
Los doce equipos participantes jugaron entre sí todos contra todos dos veces totalizando 22 partidos cada uno. Al término de la jornada 22 los seis primeros pasaron al grupo campeonato y los restantes seis al grupo descenso, y jugaron entre sí una sola vez totalizando 27 jornadas. El primer clasificado del grupo campeonato se consagró campeón y obtuvo un cupo para la primera ronda clasificatoria de la Liga de Campeones 2025-26, mientras que el segundo y tercer clasificados consiguieron cupos para la primera ronda clasificatoria de la Liga de Conferencia Europa 2025-26. Los dos últimos clasificados del grupo descenso descendieron a la 1. deild karla 2025.
Un tercer cupo para la primera ronda de la Liga de Conferencia Europa 2025-26 fue asignado al campeón de la Copa de Islandia.

## Ascensos y descensos
| Pos. | Ascendidos de 1. deild karla 2023 |
| ---- | --------------------------------- |
| 1    | ÍA Akraness                       |
| 4    | IF Vestri                         |

| Pos. | Descendidos de Besta-deild karla 2023 |
| ---- | ------------------------------------- |
| 11   | ÍBV Vestmannæyjar                     |
| 12   | Keflavík                              |

## Equipos participantes
| Equipo             | Ciudad        | Estadio             | Capacidad |
| ------------------ | ------------- | ------------------- | --------- |
| Breiðablik         | Kópavogur     | Kópavogsvöllur      | 3009      |
| FH                 | Hafnarfjörður | Kaplakrikavöllur    | 6450      |
| Fram               | Reikiavik     | Laugardalsvöllur    | 9800      |
| ÍA Akraness        | Akranes       | Akranesvöllur       | 6000      |
| IF Vestri          | Ísafjörður    | Olísvöllurinn       | 1596      |
| HK Kópavogur       | Kópavogur     | Kórinn              | 1452      |
| KA                 | Akureyri      | Akureyrarvöllur     | 1645      |
| KR                 | Reikiavik     | KR-Völlur           | 3333      |
| Fylkir Reykjavík   | Reikiavik     | Floridana völlurinn | 1854      |
| Stjarnan           | Garðabær      | Stjörnuvöllur       | 1440      |
| Valur              | Reikiavik     | Vodafonevöllurinn   | 2465      |
| Víkingur Reykjavík | Reikiavik     | Víkingsvöllur       | 2023      |

## Temporada regular

### Tabla de posiciones
| Pos. | Equipo             | Pts. | PJ | G  | E | P  | GF | GC | Dif. | Clasificación 2024 |
| ---- | ------------------ | ---- | -- | -- | - | -- | -- | -- | ---- | ------------------ |
| 1    | Víkingur Reykjavík | 49   | 22 | 15 | 4 | 3  | 56 | 23 | +33  | Grupo Campeonato   |
| 2    | Breiðablik         | 49   | 22 | 15 | 4 | 3  | 53 | 28 | +25  | Grupo Campeonato   |
| 3    | Valur              | 38   | 22 | 11 | 5 | 6  | 53 | 33 | +20  | Grupo Campeonato   |
| 4    | ÍA Akraness        | 34   | 22 | 10 | 4 | 8  | 41 | 31 | +10  | Grupo Campeonato   |
| 5    | Stjarnan           | 34   | 22 | 10 | 4 | 8  | 40 | 35 | +5   | Grupo Campeonato   |
| 6    | FH                 | 33   | 22 | 9  | 6 | 7  | 39 | 38 | +1   | Grupo Campeonato   |
| 7    | Fram               | 27   | 22 | 7  | 6 | 9  | 31 | 32 | −1   | Grupo Descenso     |
| 8    | KA                 | 27   | 22 | 7  | 6 | 9  | 32 | 38 | −6   | Grupo Descenso     |
| 9    | KR                 | 21   | 22 | 5  | 6 | 11 | 35 | 46 | −11  | Grupo Descenso     |
| 10   | HK                 | 20   | 22 | 6  | 2 | 14 | 26 | 56 | −30  | Grupo Descenso     |
| 11   | Vestri             | 18   | 22 | 4  | 6 | 12 | 22 | 43 | −21  | Grupo Descenso     |
| 12   | Fylkir             | 17   | 22 | 4  | 5 | 13 | 26 | 51 | −25  | Grupo Descenso     |

Actualizado a los partidos jugados el 16 de septiembre de 2024.
 Fuente: KSI, Soccerway
Criterios de clasificación: 1) Puntos; 2) Gol diferencia; 3) Goles anotados; 4) Puntos en partidos directos; 5) Gol diferencia en partidos directos; 6) Goles anotados en partidos directos; 7) Goles de visitante en partidos directos; 8) Play-off (solo para decidir al campeón); 9) Sorteo.

### Resultados
| Local \ Visitante  | BRE | FH  | FRA | FYL | ÍA  | KA  | KR  | HK  | STJ | VAL | VES | VÍK |
| ------------------ | --- | --- | --- | --- | --- | --- | --- | --- | --- | --- | --- | --- |
| Breiðablik         |     | 2–0 | 3–1 | 3–0 | 1–1 | 2–1 | 4–2 | 5–3 | 2–1 | 2–3 | 4–0 | 1–1 |
| FH                 | 1–0 |     | 3–3 | 3–1 | 1–1 | 1–1 | 1–2 | 3–1 | 0–3 | 2–2 | 3–2 | 2–3 |
| Fram               | 1–4 | 3–3 |     | 2–1 | 1–1 | 1–2 | 1–0 | 1–2 | 2–1 | 4–1 | 2–0 | 0–1 |
| Fylkir             | 0–3 | 2–3 | 0–0 |     | 3–0 | 1–1 | 3–4 | 3–1 | 0–1 | 0–0 | 3–2 | 0–6 |
| ÍA Akraness        | 1–2 | 1–2 | 1–0 | 5–1 |     | 1–0 | 2–1 | 8–0 | 1–3 | 3–2 | 3–0 | 0–1 |
| KA                 | 2–3 | 2–3 | 3–2 | 4–2 | 2–3 |     | 1–1 | 1–1 | 1–1 | 1–0 | 0–1 | 1–0 |
| KR                 | 2–3 | 1–0 | 0–1 | 2–2 | 4–2 | 2–2 |     | 1–2 | 1–1 | 3–5 | 2–2 | 0–3 |
| HK                 | 0–2 | 0–2 | 1–0 | 0–2 | 0–4 | 1–2 | 3–2 |     | 4–3 | 1–2 | 1–1 | 3–1 |
| Stjarnan           | 2–2 | 4–2 | 1–1 | 2–0 | 4–1 | 5–0 | 1–3 | 2–0 |     | 1–0 | 1–0 | 0–4 |
| Valur              | 0–2 | 2–2 | 1–1 | 4–0 | 2–0 | 3–1 | 4–1 | 5–1 | 5–1 |     | 3–1 | 2–2 |
| Vestri             | 2–2 | 0–2 | 1–3 | 0–0 | 0–0 | 0–2 | 2–0 | 1–0 | 4–2 | 1–5 |     | 1–4 |
| Víkingur Reykjavík | 4–1 | 2–0 | 2–1 | 5–2 | 1–2 | 4–2 | 1–1 | 5–1 | 2–0 | 3–2 | 1–1 |     |

## Grupo Campeonato

### Tabla de posiciones
| Pos. | Equipo             | Pts. | PJ | G  | E | P  | GF | GC | Dif. | Clasificación 2025-26                        |
| ---- | ------------------ | ---- | -- | -- | - | -- | -- | -- | ---- | -------------------------------------------- |
| 1    | Breiðablik (C)     | 62   | 27 | 19 | 5 | 3  | 63 | 31 | +32  | Ronda clasificatoria de la Liga de Campeones |
| 2    | Víkingur Reykjavík | 59   | 27 | 18 | 5 | 4  | 68 | 33 | +35  | Primera ronda de la Liga Conferencia         |
| 3    | Valur              | 44   | 27 | 12 | 8 | 7  | 66 | 42 | +24  | Primera ronda de la Liga Conferencia         |
| 4    | Stjarnan           | 42   | 27 | 12 | 6 | 9  | 51 | 43 | +8   |                                              |
| 5    | ÍA Akraness        | 37   | 27 | 11 | 4 | 12 | 49 | 47 | +2   |                                              |
| 6    | FH                 | 34   | 27 | 9  | 7 | 11 | 43 | 50 | −7   |                                              |

Actualizado a los partidos jugados el 27 de octubre de 2024.
 Fuente: KSI, Soccerway
Criterios de clasificación: 1) Puntos; 2) Gol diferencia; 3) Goles anotados; 4) Puntos en partidos directos; 5) Gol diferencia en partidos directos; 6) Goles anotados en partidos directos; 7) Goles de visitante en partidos directos; 8) Play-off (solo para decidir al campeón); 9) Sorteo.

### Resultados
| Local \ Visitante  | BRE | FH  | ÍA  | STJ | VAL | VÍK |
| ------------------ | --- | --- | --- | --- | --- | --- |
| Breiðablik         |     | –   | 2–0 | 2–1 | 2–2 | –   |
| FH                 | 0–1 |     | –   | –   | 1–1 | –   |
| ÍA Akraness        | –   | 4–1 |     | –   | –   | 3–4 |
| Stjarnan           | –   | 3–2 | 3–0 |     | –   | –   |
| Valur              | –   | –   | 6–1 | 2–2 |     | 2–3 |
| Víkingur Reykjavík | 0–3 | 3–0 | –   | 2–2 | –   |     |

## Grupo Descenso

### Tabla de posiciones
| Pos. | Equipo     | Pts. | PJ | G  | E | P  | GF | GC | Dif. | Clasificación 2025                   |
| ---- | ---------- | ---- | -- | -- | - | -- | -- | -- | ---- | ------------------------------------ |
| 1    | KA         | 37   | 27 | 10 | 7 | 10 | 44 | 48 | −4   | Primera ronda de la Liga Conferencia |
| 2    | KR         | 34   | 27 | 9  | 7 | 11 | 56 | 49 | +7   |                                      |
| 3    | Fram       | 30   | 27 | 8  | 6 | 13 | 38 | 49 | −11  |                                      |
| 4    | Vestri     | 25   | 27 | 6  | 7 | 14 | 32 | 53 | −21  |                                      |
| 5    | HK         | 25   | 27 | 7  | 4 | 16 | 34 | 71 | −37  | Descenso a 1. deild karla            |
| 6    | Fylkir (D) | 21   | 27 | 5  | 6 | 16 | 32 | 60 | −28  | Descenso a 1. deild karla            |

Actualizado a los partidos jugados el 26 de octubre de 2024.
 Fuente: KSI, Soccerway
Criterios de clasificación: 1) Puntos; 2) Gol diferencia; 3) Goles anotados; 4) Puntos en partidos directos; 5) Gol diferencia en partidos directos; 6) Goles anotados en partidos directos; 7) Goles de visitante en partidos directos; 8) Play-off (solo para decidir al campeón); 9) Sorteo.
Notas:
1. ↑  KA se clasificó para la primera ronda de clasificación de la Conference League como ganador de la Copa de Islandia 2024.

### Resultados
| Local \ Visitante | FRA | FYL | KA  | KR  | HK  | VES |
| ----------------- | --- | --- | --- | --- | --- | --- |
| Fram              |     | 2–0 | 1–4 | –   | –   | 2–4 |
| Fylkir            | –   |     | 1–3 | 0–1 | 2–2 | –   |
| KA                | –   | –   |     | 0–4 | 3–3 | 2–1 |
| KR                | 7–1 | –   | –   |     | 7–0 | 2–2 |
| HK                | 2–1 | 2–2 | –   | –   |     | –   |
| Vestri            | –   | 1–3 | –   | –   | 2–1 |     |

## Goleadores
Actualizado el 27 de octubre de 2024.
| Pos. | Jugador              | Club        | Goles |
| ---- | -------------------- | ----------- | ----- |
| 1    | Benoný Andrésson     | KR          | 21    |
| 2    | Viktor Jónsson       | ÍA Akraness | 18    |
| 3    | Patrick Pedersen     | Valur       | 17    |
| 4    | Emil Atlason         | Stjarnan    | 13    |
| 3    | Jónatan Ingi Jónsson | Valur       | 11    |
| 3    | Gylfi Sigurðsson     | Valur       | 11    |
| 3    | Helgi Guðjónsson     | Víkingur    | 11    |